# István Strassburger
István Strassburger – węgierski strzelec, wielokrotny mistrz świata.
Strassburger nie startował nigdy na igrzyskach olimpijskich. Jest siedmiokrotnym medalistą mistrzostw świata – wszystkie medale zdobył w trapie. Wśród nich tylko raz wywalczył miejsce na podium w zawodach indywidualnych – było to złoto zdobyte na mistrzostwach świata w 1938 roku. Według niektórych źródeł, zawody w trapie na mistrzostwach świata (na których Strassburger zdobywał medale) były jednocześnie zawodami o mistrzostwo Europy. Międzynarodowa Federacja Strzelecka nie uznaje jednak tych zawodów za oficjalne mistrzostwa Europy, były to więc turnieje nieoficjalne.
W latach 30. Strassburger był jednym z najlepszych węgierskich zawodników w strzelaniu do żywych gołębi.

## Medale na mistrzostwach świata
Opracowano na podstawie materiału źródłowego:
| Mistrzostwa     | Konkurencja     | Wynik                | Miejsce |
| --------------- | --------------- | -------------------- | ------- |
| Sztokholm 1929  | Trap, drużynowo | 754 punkty (druż.)   | 1       |
| Budapeszt 1934  | Trap, drużynowo | 1085 punktów (druż.) | 1       |
| Bruksela 1935   | Trap, drużynowo | 1103 punkty (druż.)  | 1       |
| Berlin 1936     | Trap, drużynowo | 1062 punkty (druż.)  | 1       |
| Luhačovice 1938 | Trap            | 190 punktów          | 1       |
| Luhačovice 1938 | Trap, drużynowo | 685 punktów (druż.)  | 3       |
| Berlin 1939     | Trap, drużynowo | 809 punktów (druż.)  | 3       |